# RFC Liège
A RFC Liège egy belga labdarúgócsapat Liège városában. A klub hazai mérkőzéseinek helyét a 3 500 fő befogadására alkalmas Stade de Rocourt adja. A egyesületet 1892-ben alapították.
A klub ötször nyerte meg az első osztályt és egy-egy alkalommal a kupa és ligakupa trófeáját.

## Sikerei, díjai
Jupiler League
- Bajnok (5): 1895–96, 1897–98, 1898–99, 1951–52, 1952–53
- Ezüstérmes (3): 1896–97, 1958–59, 1960–61

Challenge League
- Győztes (3): 1911–12, 1922–23, 1943–44

Third Division
- Győztes (4): 1942–43, 1995–96, 2006–07, 2022–23

Fourth Division
- Győztes (1): 2014–15

Belga Kupa
- Győztes (1): 1989–90
- Döntős (1): 1986–87

Belga Ligakupa
- Győztes (1): 1986
- Döntős (1): 1973

## Játékoskeret
| #  |     | Poszt | Név                         |
| -- | --- | ----- | --------------------------- |
| 1  | BEL | K     | Kevin Debaty                |
| 2  | BEL | KP    | Tom Panepinto               |
| 3  | BEL | KP    | Clément Vanoirbeck          |
| 4  | BEL | V     | Jordan Bustin               |
| 5  | BEL | V     | Benjamin Van den Ackerveken |
| 6  | BEL | KP    | Yannick Reuten              |
| 7  | BEL | KP    | Benoît Bruggeman            |
| 8  | BEL | CS    | Jesse Mputu                 |
| 9  | CGO | KP    | Yannick Loemba              |
| 10 | BEL | KP    | Mohamed Moulhi              |
| 11 | BEL | KP    | Florian Gendebien           |
| 12 | BEL | K     | Antoine Lejoly              |

| #  |     | Poszt | Név                |
| -- | --- | ----- | ------------------ |
| 13 | BEL | CS    | Damien Mouchamps   |
| 14 | LUX | CS    | Lucas Prud'homme   |
| 16 | FRA | KP    | Ryan Merlen        |
| 17 | BEL | KP    | Nathan Gosselain   |
| 18 | BEL | V     | Benoît Nyssen      |
| 19 | BEL | V     | Benjamin Lambot    |
| 21 | BEL | KP    | Loïc Besson        |
| 22 | BEL | K     | Matyas Goffin      |
| 24 | FRA | CS    | Jérémy Perbet      |
| 25 | BEL | V     | Jonathan D'Ostilio |
| 26 | BEL | KP    | Maxime Cavelier    |

## Fordítás
Ez a szócikk részben vagy egészben  a   RFC Liège című angol Wikipédia-szócikk fordításán alapul.  Az eredeti cikk szerkesztőit annak laptörténete sorolja fel. Ez a jelzés csupán a megfogalmazás eredetét és a szerzői jogokat jelzi, nem szolgál a cikkben szereplő információk forrásmegjelöléseként.